# 16809 Galápagos
16809 Galápagos è un asteroide della fascia principale. Scoperto nel 1997, presenta un'orbita caratterizzata da un semiasse maggiore pari a 2,6452926 UA e da un'eccentricità di 0,0607848, inclinata di 8,60080° rispetto all'eclittica.